# De zesde tegen het soepie
De zesde tegen het soepie is een boek van Jacques Vriens. De eerste editie verscheen in 1984. Het boek werd hierna twee keer opnieuw uitgegeven, onder respectievelijk de titels Het achtste groepie tegen het soepie (1988) en Gedonder met groep acht! (2015). De oorspronkelijke titel raakte namelijk gedateerd toen halverwege de jaren tachtig het Nederlandse basisonderwijssysteem werd omgevormd, waarbij de kleuterschool en de lagere school werden samengevoegd.
De eerste editie werd van illustraties voorzien door Ruud Bruijn, waarna Annet Schaap de latere edities van het boek illustreerde.
Centraal in het verhaal staan de rivaliteit en vijandschap tussen de twee hoogste klassen (klas vijf en zes, de equivalenten van groep 7 en groep 8) van een basisschool. Zijdelings komen in het verhaal ook andere thema's aan bod zoals verliefdheid en verdriet.

## Verhaal
De kinderen van klas vijf en zes hebben voortdurend ruzie, tot wanhoop van de betrokken leraren. Enkele scholieren doen vergeefse pogingen om tot een betere onderlinge verstandhouding te komen. 
Als er op een dag in het klaslokaal van de zesde is ingebroken en er een hoop vernielingen zijn aangericht, verdenken de zesdeklassers de scholieren van de vijfde klas hiervan. De twee schoolklassen gaan elkaar te lijf en er volgt een enorme vechtpartij. Voor de directrice van de school – Clara Dik, die tevens de lerares is van de vijfde klas – is dit reden om de jaarlijkse gezamenlijke schoolreis van de beide hoogste klassen naar Zuid-Limburg te annuleren. Hierop besluiten de scholieren het alsnog definitief bij te leggen door gezamenlijk een vredesoptocht te houden, waarop mevrouw Dik de schoolreis toch laat doorgaan.